# Субой
Ханг Лам Чанг Ань (вьет. Hàng Lâm Trang Anh, родилась 14 января 1990 года), известная под своим сценическим псевдонимом Suboi, — вьетнамский рэпер, певица и автор песен.
Выросшая в Хошимине, где она живёт, Субой является первой вьетнамской рэпершей, добившейся успеха в своей стране, и считается королевой хип-хопа Вьетнама.

## Биография
Мать Субой работала офисным работником в консульстве Австралии в Хошимине, а её отец работал управляющим фабрики. Субой рассказывает, что раньше она была застенчивой девушкой, которая тратила много времени на слова и сочинение нелепых стихов.
Субой получила своё сценическое имя ещё в средней школе: «Су» было её домашним прозвищем, а «бой» было дано ей друзьями из-за её характера девчонки-сорванца. В детстве она была мятежным подростком, который «связывался с плохими людьми», но в итоге обратилась к музыке.
Она стала поклонницей хип-хопа в возрасте 14 лет и улучшила свой английский, слушая и читая рэп под известных американских рэперов, таких как Эминем. В 15 лет она начала общаться со многими людьми, которых теперь считает «плохими парнями», из-за чего родители беспокоились о ней и поэтому всегда за ней присматривали. Она выбрала музыкальную карьеру, потому что это позволяло ей чувствовать себя в безопасности. Она также интересовалась скейтбордингом и приняла приглашение присоединиться к ню-метал группе, исполняющей песни Linkin Park. Затем она быстро стала признанным и уважаемым рэпером вьетнамского андеграунда. Субой работала учителем английского языка и клоуном на детских днях рождения, чтобы развить свою страсть к рэпу. Она считает, что главные составляющие успеха рэпера — никогда не сдаваться, слушать других, принимать советы и учиться. С первых дней своей карьеры Субой испытывала трудности с поиском собственного послания аудитории и формированием собственного стиля. Её семья и предвзятое мнение публики о том, что рэп предназначен только для мужчин, были двумя серьёзными проблемами для первой вьетнамской рэперши. Хотя сейчас родители её поддерживают, они не хотели, чтобы их дочь была сорванцом, всегда слушавшей рок, рэп и читающей тексты песен в стиле бит. В 17 лет её талант был замечен ещё больше, когда она сопровождала своего друга-рэпера Рэпсоула в студию звукозаписи Music Faces для записи его трека. Однако именно её вокал был замечен продюсером, что привело к приглашению её присоединиться к звукозаписывающей компании.
Её общественное признание выросло, когда она была приглашена на рэп в чарте вьетнамской поп-звезды Хо Нгок Ха, заняв первое место синглов «My Apology» и «Girls' Night» в 2009 году.
В возрасте 20 лет Субой дебютировала со своим альбомом WALK в августе 2010 года, который был хорошо принят её преданными фанатами и музыкальными критиками во Вьетнаме. Покинув свой лейбл Music Faces в 2012 году, она основала собственную компанию Suboi Entertainment и выпустила свой второй студийный альбом RUN в 2014 году с битами, продюсированными как местными вьетнамскими продюсерами, так и международными продюсерами из США и Англии.
Субой была приглашена выступить на CAAMFest 2014, крупнейшем азиатско-американском медиа-шоу в США; однако она не могла приехать в США, так как у неё возникли проблемы с получением визы. Вместо этого она дебютировала в Америке 13 марта 2015 года вместе с Аквафиной, рэпершей из Нью-Йорка. Она также дебютировала в качестве актрисы на CAAMFest 2015, который проходил в Сан-Франциско, в фильме ужасов «Пустота» («Hollow»), который снял Хам Чан.
В 2015 году её пригласили выступить с официальным шоукейсом на South by Southwest (SXSW), благодаря чему Субой стала первым вьетнамским артистом, когда-либо официально приглашенным на этот фестиваль. Выступление было встречено восторженными отзывами, и в 2016 году её снова пригласили выступить на SXSW второй год подряд.
К 2016 году Субой восстанавливала свою музыкальную карьеру после того, что она считала творческим затишьем. В начале года она выпустила свой новый сингл «Doi», с ярко выраженным «тёмным битом», который она не хотела выпускать ранее в своей карьере.
25 мая 2016 года Субой сразу привлекла внимание международных СМИ после того, как прочитала рэп в честь президента США Барака Обамы на сессии вопросов и ответов с молодыми лидерами в Хошимине. Краткий обмен мнениями между Субой и президентом США побудил последнего задуматься об истории рэп-музыки и важности искусства для нации.

## Творчество
Любимые музыкальные стили Субой варьируются от рока, рэпа до камерной музыки. Под влиянием Эминема, Snoop Dogg, Linkin Park, Алии, Кендрика Ламара и многих других, её универсальный рэп-стиль варьируется от непринуждённого стиля, подобного Снуп Доггу, до динамичного, такого как у Эминема. На вопрос о её стиле Субой заявляет: «Я не могу определить конкретный стиль или исполнителя, но я фанат Mos Def, Da Brat, Snoop Dogg, Aaliyah, Фокси Браун и новейшей Азилии Бэнкс. Мне также нравится всё хорошее, от Норы Джонс, Боба Марли, Эрики Баду до немецкого артиста Кула Саваса, Ксавьера Найду… вся музыка этих артистов сыграла очень важную роль в моей личной жизни». Она умеет читать рэп как на английском, так и на вьетнамском языках, что делает её уникальной среди большинства рэперов Вьетнама. Её тексты, как правило, интроспективны, но откровенны и касаются семьи, любви, социального давления и повседневной жизни во Вьетнаме.

## Дискография

### Студийные альбомы
- Walk (2010)
- Run (2014)

### Синглы
- «Walk» — Продюсер: Grem Linh
- «Rainbow» — Продюсер: Grem Linh
- «Friends» — Продюсер: Grem Linh
- «Away» — Продюсер: Grem Linh
- «Quê hương Việt Nam» — Anh Khang с участием Suboi — Продюсер: Anh Khang
- «I Love Vietnam» — Antoneus Maximus с участием Suboi, Thanh Bùi — Продюсер: Grem Linh
- «Run» — Продюсер: Solid Machine
- «Đời» — Продюсер: Nguyễn Hà Hải Nam